# Борок (Некоузский район)

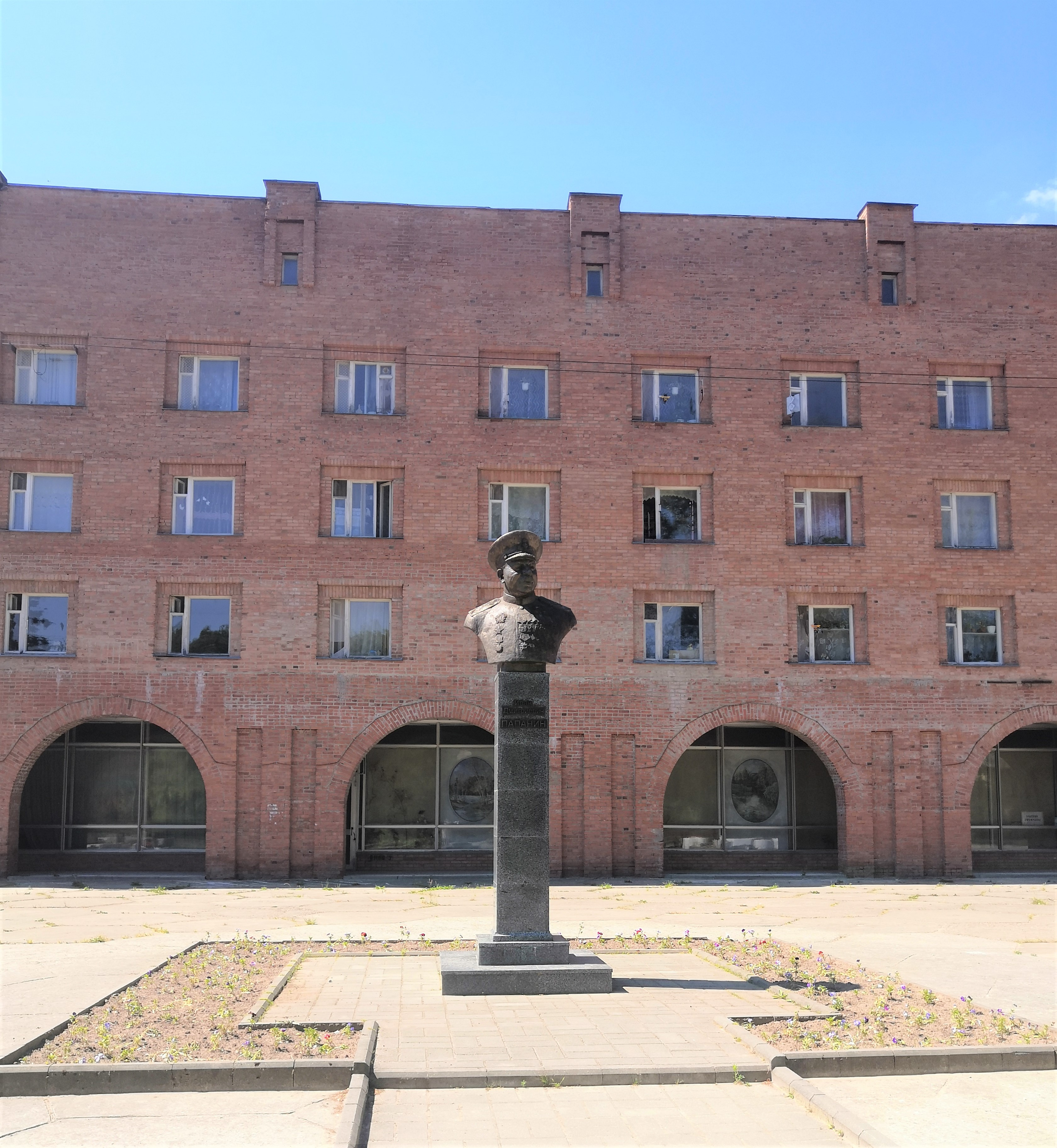
Памятник И. Д. Папанину в Борке

Боро́к — посёлок в Некоузском районе Ярославской области России. 
В рамках организации местного самоуправления является центром Веретейского сельского поселения, в рамках административно-территориального устройства входит в Веретейский сельский округ. Научный центр РАН. 

## География
Посёлок расположен вблизи от места впадения Волги в Рыбинское водохранилище, недалеко от затопленного древнего города Молога. Ближайшая железнодорожная станция — Шестихино.

## Наукоград
Имеет (неофициально) статус наукограда. В Борке находятся Институт биологии внутренних вод им. И. Д. Папанина РАН, Геофизическая обсерватория «Борок» Российской академии наук

## Население
| 2007 | 2010  |
| ---- | ----- |
| 1863 | ↗1870 |

Население — ↗1870 жителей (2010).
Согласно результатам переписи 2002 года, в национальной структуре населения русские составляли 96 % из 2038 жителей.

## История
Нынешний Борок возник на месте старинной дворянской усадьбы «Борок», последним владельцем которой был народник, председатель Русского общества любителей мироведения Николай Александрович Морозов. Его прадед Егор Алексеевич Алексеев ещё в 1807 году купил землю у графини Анны Николаевны Мусиной-Пушкиной, на которой после 1812 года построил усадьбу Борок.
Обустройство усадьбы закончил в 1830-е гг. дед Н. А. Морозова — отставной подпоручик Алексей Петрович Щепочкин. Конец его управления был печален:

Щепочкин чрезмерно увлекался развлечениями с крестьянскими девками и бабами, а последней каплей, переполнившей чашу терпения его крепостных, оказалось придуманное барином необычное развлечение. Он приказал согнать дворовых и крестьянских девок, велел им раздеться донага и раз за разом съезжать с горки, построенной для барских детей. А сам наблюдал за этим представлением. Так это было или нет, но 21 сентября 1840 года трое его дворовых мужиков заложили в печь в барском доме бочку пороха и ночью подожгли запал. Дом Щепочкина взрывом разметало, а сам он вместе с супругой погиб.
В 1938 году в Борке была организована Верхне-Волжская база АН СССР в составе шести лабораторий, позже — биологический стационар Естественно-научного института имени Лесгафта. Этому стационару в 1944 году (в связи с 90-летием со дня рождения) было присвоено имя Н. А. Морозова, бессменно руководившего им с 1918 года. По инициативе Н. А. Морозова в 1939 году в посёлке создан научный центр.
Новая жизнь посёлка началась в 50-х годах XX века, когда в Борке, на берегу Рыбинского водохранилища, был образован сначала Институт биологии водохранилищ, затем, в 1962 году — Институт биологии внутренних вод (ИБВВ) АН СССР, первым директором которого стал легендарный полярник Иван Дмитриевич Папанин, при котором посёлок стал современным научным центром.
В 1956 году в Борке по инициативе И. Д. Папанина начато строительство геомагнитной станции «Борок», официальной датой рождения которой считается 1 июля 1957 года, 00 ч 00 мин — начало Международного геофизического года, когда все приборы мировой сети наблюдений были включены на запись. В 1963 году станция была реорганизована в геофизическую обсерваторию, ставшую впоследствии филиалом Института физики Земли им. О. Ю. Шмидта Отделения наук о Земле Российской академии наук.

## День посёлка
В последнюю субботу июня каждого года в Борке проводятся празднества «День посёлка». Первый подобный праздник проводился 23 июня 2007 года.

## Достопримечательности

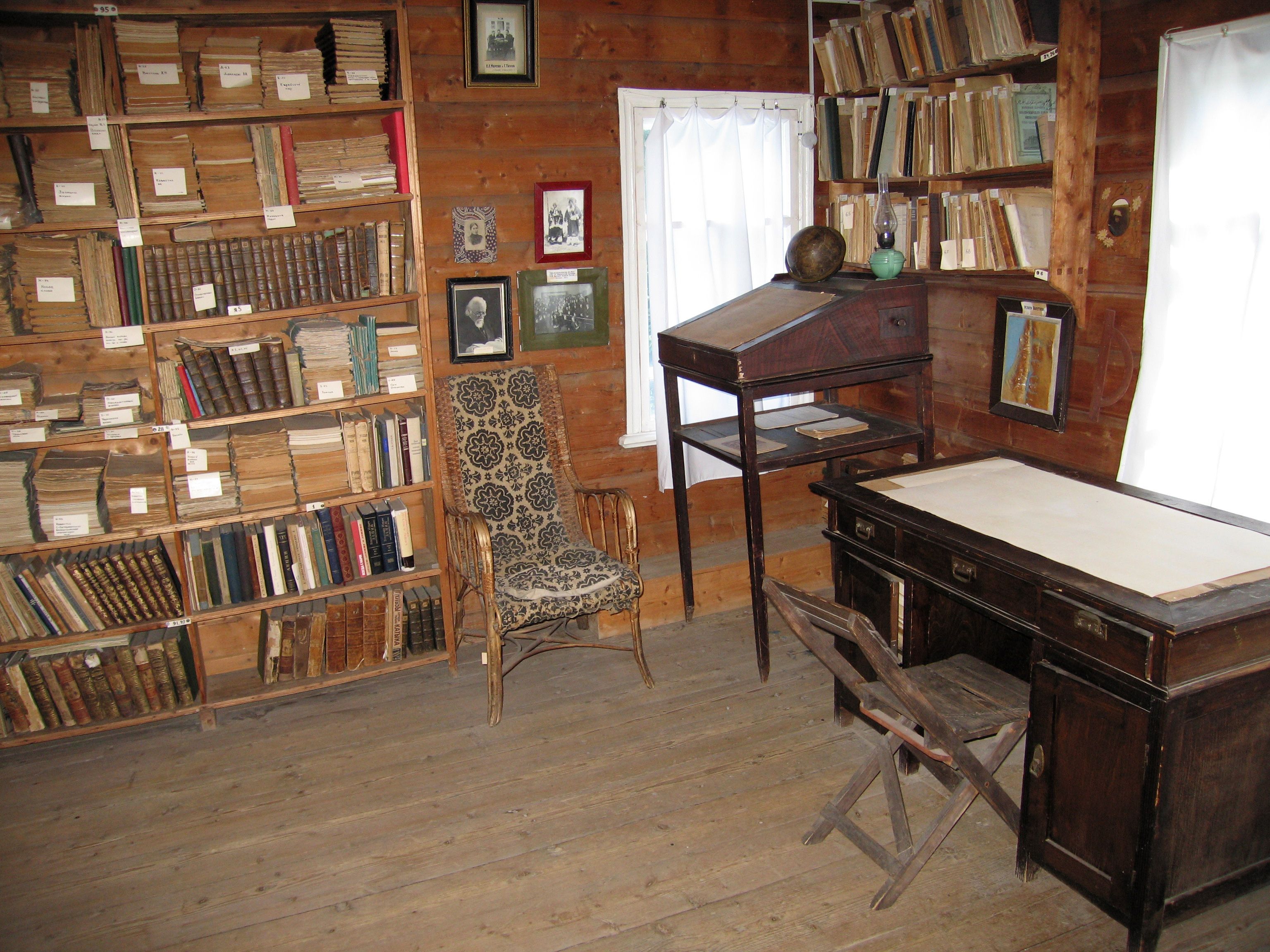
Дом-музей Н. А. Морозова в Борке

В Борке имеется четыре музея: полярника И. Д. Папанина, археолога и художника Ф. Г. Солнцева (мемориальная комната), родившегося, жившего и умершего здесь революционера и энциклопедиста Н. А. Морозова, музей природы (краеведческий). В Ихтиологическом корпусе Института имеется огромный аквариум, также открытый для посетителей.

## Известные люди
Среди современных жителей Борка можно упомянуть зоолога-гидробиолога, автора гипотезы о возникновении механизма старения Андрея Макрушина, художницу Марину Разину, журналиста и художника Вячеслава Корнева, педагога и специалиста по экологии Владимира Вербицкого, зоолога и гидробиолога Ирину Константиновну Ривьер, генеалога и основателя Борковского и Рыбинского родословных обществ Эдуарда Гарина, ученого и путешественника Андрея Добрынина, орнитолога, мастера по таксидермическим работам Михаила Елизарова.

## Социальная сфера
В посёлке имеется также дом культуры, две гостиницы, универсальный магазин ТК «Борок», магазины Магнит и Пятёрочка, магазин «Спорт и отдых», школа, детский сад, поликлиника (закрыта в 2018 году), порт, футбольное поле, теннисный корт (зимой используется для заливки льда).

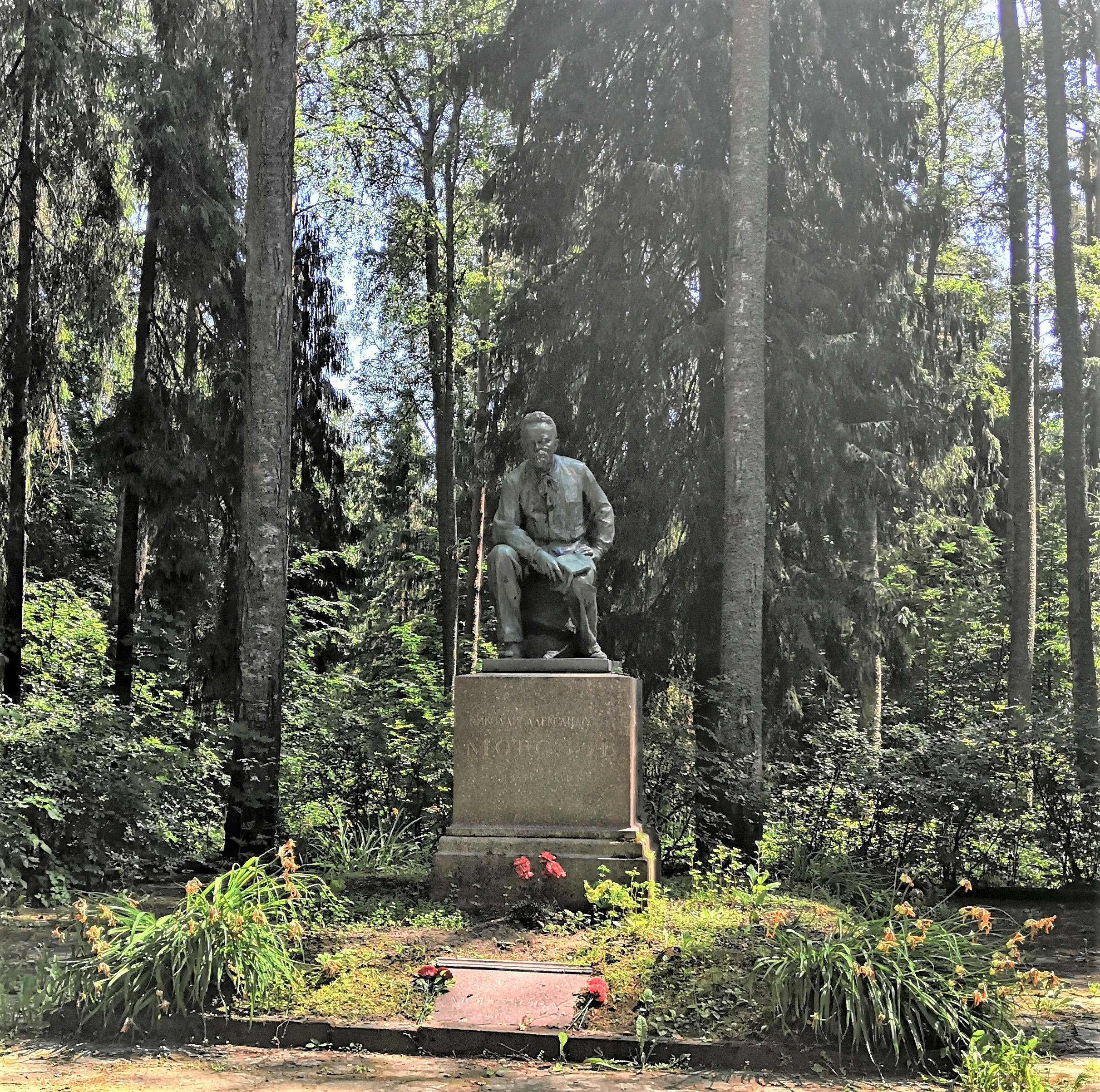
Памятник Н. А. Морозову в Борке

Регулярные богослужения православного прихода посёлка проходят в доме художника.